# The Bandit's Wager
The Bandit's Wager est un film muet américain réalisé par Francis Ford et sorti en 1916.

## Fiche technique
- Réalisation : Francis Ford
- Scénario : Grace Cunard
- Production : Francis Ford, Grace Cunard
- Date de sortie : 
  - États-Unis : 5 novembre 1916

## Distribution
- Grace Cunard
- Francis Ford
- John Ford[1]